# Daniela Piedade
Daniela de Oliveira Piedade (São Paulo, 2 de marzo de 1979 en ) es una exjugadora brasileña de balonmano que integró la selección nacional de Brasil.

## Trayectoria

### Clubes
Daniela Piedade comenzó a jugar al balonmano en 1993 en una escuela de Brasil. En 2002, se incorporó al club austríaco Hypo Niederösterreich. Durante sus primeros seis meses, jugó en el segundo equipo del club, antes de integrarse al plantel principal. Como capitana de Hypo, conquistó en cada temporada tanto la liga austriaca como la Copa de Austria (ÖHB-Cup).
A partir del verano de 2012, firmó contrato con el club esloveno RK Krim. En septiembre de ese mismo año, sufrió un accidente cerebrovascular poco antes de un partido amistoso. Tras varios meses de recuperación, regresó a la competición en enero de 2013. Con RK Krim logró el doblete nacional (liga y copa) en 2013 y 2014.
En la temporada 2014/15 se unió al club húngaro Siófok KC, y en el verano de 2016 pasó al también húngaro Fehérvár KC. En 2017, fichó por el equipo español HC Puig d'en Valls, con el cual disputó su última temporada antes de retirarse en 2018.

#### Trayectoria de clubes
- 2002–12:  Hypo Niederösterreich
- 2012–14:  RK Krim
- 2014–16:  Siófok KC
- 2016–17:  Fehérvár KC
- 2017–18:  HC Puig d'en Valls

#### Títulos
- 9 x Liga de Austria (2004, 2005, 2006, 2007, 2008, 2009, 2010, 2011, 2012)
- 9 x Copa de Austria (2004, 2005, 2006, 2007, 2008, 2009, 2010, 2011, 2012)
- 2 x Liga de Eslovenia (2013, 2014)
- 2 x Copa de Eslovenia (2013, 2014)

### Selección nacional
Daniela Piedade representó a Brasil en los Juegos Panamericanos de Santo Domingo (2003), Río de Janeiro (2007), Guadalajara (2011) y Toronto (2015), obteniendo la medalla de oro en todas las ediciones.
Asimismo, participó en cuatro ediciones de los Juegos Olímpicos: Atenas 2004, Pekín 2008, Londres 2012 y Río de Janeiro 2016.
Piedade integró en seis ocasiones el plantel de Brasil en campeonatos mundiales. En el Mundial de 2013, celebrado en Serbia, conquistó el título junto al equipo nacional. En el Campeonato Panamericano, logró cinco títulos a lo largo de su carrera, el último de ellos en 2015.